# Tăietura, Rahău
Tăietura (în ucraineană Росішка, Rosișka) este o comună în raionul Rahău, regiunea Transcarpatia, Ucraina, formată numai din satul de reședință.

## Demografie
Componența lingvistică a comunei Tăietura
     Ucraineană (99,21%)
     Alte limbi (0,79%)
Conform recensământului din 2001, majoritatea populației comunei Tăietura era vorbitoare de ucraineană (99,21%), existând în minoritate și vorbitori de alte limbi.